# Gorzyce (Silezië)
Gorzyce is een dorp in het Poolse woiwodschap Silezië, in het district Wodzisławski. De plaats maakt deel uit van de gemeente Gorzyce en telt 2 487 inwoners.